# مقبرة حلوان
مقبرة حلوان هي مقبرة مصرية قديمة كبيرة تحوي أكثر من 10000 مقبرة.في حلوان جنوب القاهرة الحديثة ، كانت المقبرة مستخدمة من فترة النقادة منذ حوالي 3200 ق.م إلى السلالة الرابعة، وأيضا في بداية المملكة الوسطى، وحتى العصر الروماني وما بعده.

## مكتشف المقبرة
زكي سعد هو من اكتشف المقبرة وحفرها من عام 1942م إلى 1954م. وأما الحفريات الأخرى فبدأتها بعثة أسترالية في عام 1997. ولم تنشر حفريات زكي سعد بالكامل بتاتا، فلم تظهر سوى عدة تقارير أولية.

## وصف المقبرة
ومن المرجح كون حلوان هي مقبرة مفيس في السلالات الأولى. تتراوح المقابر من حفر صغيرة إلى مصاطب أكبر. فيما يتعلق بالأجزاء الموجودة تحت الأرض، فهناك نوعان موثقان من هذه المقابر . فتوجد حفر في الأسفل على جانب واحد، ويوجد على الجانب الآخر غرف تحت الأرض يمكن الوصول إليها عبر حفرة أو عبر درج. وغالبية الأضرحة تم تهيئتها لتتسع لجثمان واحد.
توجد بعض الأمثلة على عدة أضرحة.غالبا كان يتم وضع المتوفين في حصائر مصنوعة من القصب أو توابيت صنعت من مواد مختلفة. وعثر على معظم الجثث في وضع ضيق. تم بناء معظم المقابر من الطوب الطيني. وتكون الأسقف مصنوعة من الخشب في الغالب. وأما الجدران في الغرف تحت الأرض فكان بعضها مغطا بالجص. وفي عدة مقابر عثر على حجارة تستخدم في تسقيف غرفة المقبرة ولسد المدخل وفي حالات نادرة لرصف الجدران. وكانت تحتوي بعض المقابر الأكثر تفصيلاً على عدة غرف تحت الأرض. غالبًا ما يتم الوصول إلى هذه الغرف عبر السلالم. الأشخاص الذين تم دفنهم هنا ينتمون إلى جميع طبقات المجتمع، رغم أن كبار المسؤولين قد دفنوا في سقارة .
عثر أيضاً على أكثر من 40 لوحة تنتمي إلى الطبقات العليا من المجتمع، فهم مصدر مهم للكتابة المبكرة في مصر. يحمل Meriiti معين العديد من الألقاب على لوحه وتواريخ تعود على الأرجح إلى السلالة الأولى. ينتمي عدد قليل من اللوحات كذلك إلى أعضاء العائلة المالكة، مثل ساتخنوم كانت ساتخنوم ابنة ملك مصري قديم عاش على الأرجح في الأسرة الثانية. هي معروفة فقط من لوحة لها مرة واحدة وضعت في قبرها وجدت في مقبرة حلوان. ، وابنة الملك Khenmetptah وابن الملك نسوحقيت ابن الملك المصري القديم من الأسرة الثانية. لا يُعرف نسوحقيت إلا من لوحته الموجودة في المقبرة . ويرجع تاريخ اللوحات إلى منتصف السلالة الأولى تقريبًا وحتى أوائل السلالة الرابعة.